# Aeroportul Adado
Aeroportul Adado (IATA: AAD) este un aeroport din Somalia ce deservește zona Cadaado⁠(d). A fost numit după zona deservită.
Situat la o altitudine de 305 m, aeroportul dispune de o singură pistă.